# Max Heinrich von Geyr
Max Heinrich von Geyr zu Schweppenburg (* 2. September 1712 in Köln; † 6. Oktober 1789 ebenda) war Priester und Domherr in Köln.

## Leben
Max Heinrich stammte aus der Familie Geyr von Schweppenburg und war Sohn des kurkölnischen Generaleintreibers Rudolph von Geyr, dessen Bruder bereits 1688 im Kölner Domkapitel vertreten war.  Schon im Oktober 1747 wurde er mit einer Universitätspfründe im Kölner Domkapitel ausgestattet. 
Nach Guébriand war Geyr ein wohlhabender, jedoch geiziger Mann. Von Pergen als Mann mit Verstand bezeichnet, war er nicht nur Dr. jur., sondern auch Professor der alten Kölner Universität, deren Rektor er von 1773 bis 1776 war.
Er, dessen Vorlesungen angeblich zu lässig waren, verzichtete 1781 auf sein Domkanonikat zugunsten seines Neffen Max Joseph von Geyr zu Schweppenburg.